# Діксмор (Іллінойс)
Діксмор (англ. Dixmoor) — селище (англ. village) в США, в окрузі Кук штату Іллінойс. Населення — 2973 особи (2020).

## Географія
Діксмор розташований за координатами 41°37′59″ пн. ш. 87°40′2″ зх. д. / 41.63306° пн. ш. 87.66722° зх. д. (41.632951, -87.667233).  За даними Бюро перепису населення США в 2010 році селище мало площу 3,23 км², уся площа — суходіл.

## Демографія
Згідно з переписом 2010 року, у селищі мешкали 3644 особи в 1164 домогосподарствах у складі 855 родин. Густота населення становила 1127 осіб/км².  Було 1302 помешкання (403/км²).
Расовий склад населення:
| - 52,9 % — чорних або афроамериканців - 26,5 % — білих - 0,6 % — корінних американців - 0,1 % — азіатів - 18,1 % — осіб інших рас |

До двох чи більше рас належало 1,8 %. Частка іспаномовних становила 35,5 % від усіх жителів.
За віковим діапазоном населення розподілялося таким чином: 30,9 % — особи молодші 18 років, 58,9 % — особи у віці 18—64 років, 10,2 % — особи у віці 65 років та старші. Медіана віку мешканця становила 31,0 року. На 100 осіб жіночої статі у селищі припадало 98,8 чоловіків;  на 100 жінок у віці від 18 років та старших — 96,3 чоловіків також старших 18 років.
Середній дохід на одне домашнє господарство  становив 39 531 долар США (медіана — 38 061), а середній дохід на одну сім'ю — 41 962 долари (медіана — 37 147). Медіана доходів становила 37 778 доларів для чоловіків та 38 135 доларів для жінок. За межею бідності перебувало 36,5 % осіб, у тому числі 51,2 % дітей у віці до 18 років та 15,9 % осіб у віці 65 років та старших.
Цивільне працевлаштоване населення становило 1273 особи. Основні галузі зайнятості: мистецтво, розваги та відпочинок — 15,6 %, освіта, охорона здоров'я та соціальна допомога — 15,5 %, роздрібна торгівля — 15,4 %.